# Умма (місто)

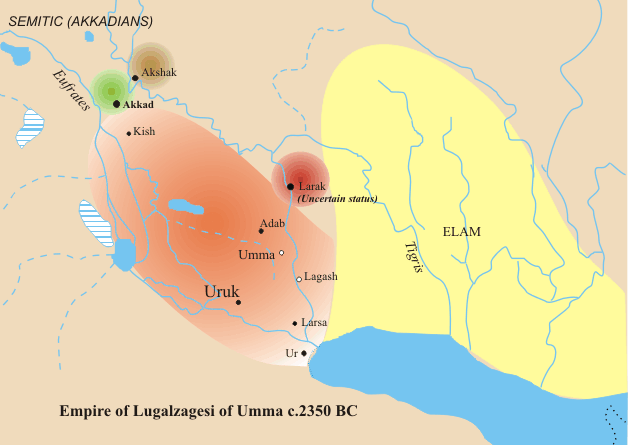
Умма в часи Лугальзагесі

Умма (шумерською Умбе) — стародавнє місто-держава в Південному Межиріччі (сучасне городище Джоха в Іраці).

## Історія
У ІІІ тисячолітті до нашої ери місто постійно воювало з сусіднім Лагашем за прикордонні території та канали. В XXIV столітті до нашої ери правитель Умми Лугальзаггісі зміг не лише перемогти Лагаш, але й стати гегемоном усього Шумеру. Однак він не залишився правити в Уммі, а перебрався до Уруку. В тому ж столітті Умму, як і весь Шумер, завоював цар Аккаду Саргон Великий (Древній). Пізніше так само як й інші міста постраждала від навали гутіїв. В часи ІІІ династії Уру була центром однієї з провінцій царства Шумеру та Аккаду. Після падіння ІІІ династії Уру на межі ІІІ та ІІ тисячоліть до нашої ери місто втратило колишнє значення.
Вся відома історія цього міста пройшла у війнах з містом Лагаш. Першим відомим енсі (правителем) Умми був Уш. В часи його правління спалахнув конфлікт з Лагашем через родючі смуги Гуеден, які проходили між кордонами Умми і Лагаша. У бою із лагашцями Уш був розбитий, а Умма змушена підкоритися Лагашу. Наступний енсі, Енкале можливо був ставлеником лагашского царя Еанатума і виплачував йому данину.
Лише після смерті Енкале, коли царська влада перейшла в руки Ур-Луми, Умма змогла повернути собі самостійність. Ур-Лума збунтувався проти Лагаша і перестав платити данину. Він також здійснив похід проти правлячого там царя Енанатума I. Однак уммійці не змогли взяти місто і відступили. Після смерті Ур-Луми, влада перейшла до Іля, який імовірно був жерцем.
Близько 2350 до н. е. Іль здійснив військовий похід проти Лагаша. Причиною цього знову було невирішене питання про контроль над смугою Гуеден. Однак, як і Ур-Лума, Іль також не зміг взяти Лагаш, був переможений і змушений знову виплачувати данину Лагашу. Умма потрапила в залежність до Лагашу, але мабуть все-таки продовжувала зберігати велику частку самостійності.
В 2336 до н. е. влада в Уммі перейшла до Лугальзагесі, який вважається самим найзначнішим енсі Умми. Саме в його правління Умма досягла вершини могутності в Межиріччі. Лугальзагесі зміг підкорити міста Урук та Ніппур (священне місто шумерів) та інші міста Межиріччя. Однак уммійці не могли вважати себе гегемонами країни, поки залишався нескорений давній ворог Умми — місто Лагаш. У 2313 до н. е. Лугальзагесі почав війну проти правлячого там царя-реформатора Уруінімгіна. Війна була важка та кровопролитна, уммійці тоді зруйнували і розорили багато общинних храмів між Уммою і Лагашем. Однак і цього разу, Лугальзагесі не зміг домогтися успіху — столиця Лагаша, місто Нгірсу не було зайнято.
Однак, через деякий час, на територію Умми вторглася армія Аккадського царя Шаррумкена (Саргона Великого). Лугальзагесі виступив проти аккадців, але у вирішальній битві його армія була розгромлена. Сам він потрапив у полон і був страчений. Могутність Умми було зламано, місто втратило значимість, і більше ніколи не являло значиму політичну силу в Межиріччі.
На фото праворуч - шумерська теракотова табличка (2100 р. до н.е.), де вказано ділянки оброблюваних земель, що належали місту Умма.